# 절망소녀들
절망소녀들(絶望少女達 제쓰보쇼조다치[*])은 일본의 애니메이션 《안녕, 절망선생》의 성우진으로 구성된 가수 그룹이다. 안녕, 절망선생의 오프닝곡, 엔딩곡, 삽입곡들을 노래하고, 캐릭터 송 앨범에도 참여했다. 대표적인 앨범으로 《절망가요대전집》 시리즈, 《숨바꼭질이나 술래잡기해요》, 그레이티스트 히트 앨범인 《절망대살계》등이 있다.

## 앨범

### 정규
- 《절망가요대전집》(絶望歌謡大全集) 1 - 2007년 11월 21일
- 《숨바꼭질이나 술래잡기해요》(かくれんぼか鬼ごっこよ) - 2008년 12월 10일
- 《절망가요대전집》(絶望歌謡大全集) 2 - 2009년 9월 30일
- 《절망대살계》(絶望大殺界) - 2008년 5월 4일, 그레이티스트 히트 앨범

### 싱글
- 〈사람으로서 축이 흔들리고 있어〉(人として軸がぶれている) - 2007년 8월 22일
- 〈절세미인〉(絶世美人) - 2007년 9월 26일
- 〈공상 룸바〉(空想ルンバ) - 2008년 1월 23일
- 〈마리오네트〉(マリオネット) - 2008년 2월 28일
- 〈사과 비틀어 빔!〉(林檎もぎれビーム！) - 2009년 7월 23일
- 〈절망 레스토랑〉(絶望レストラン) - 2009년 8월 5일
- <뫼비우스 황야 ~ 절망전설 에피소드 1>(メビウス荒野～絶望伝説エピソード1) - 2011년 4월 23일

## 멤버
- 고토 사오리
- 고토 유코
- 노나카 아이
- 마츠키 미유
- 사나다 아사미
- 사와시로 미유키
- 신타니 료코
- 이노우에 마리나
- 타니이 아스카
- 코바야시 유우

주로 오프닝은 노나카 아이, 사와시로 미유키, 신타니 료코, 이노우에 마리나, 코바야시 유우. 엔딩은 고토 유코, 마츠키 미유, 사나다 아사미, 타니이 아스카가 녹음하는 경우가 많다.
"오오츠키 켄지와 절망소녀들"이라는 이름으로 자주 실리며, 싱글앨범의 절반 이상은 오오츠키 켄지와 작업한 것이다.